# Equisetales
Equisetales é uma ordem de pteridófitas com apenas um gênero ainda vivo, Equisetum (cavalinhas), da família Equisetaceae. Os registros fósseis incluem espécies da família Equisetaceae  e das extintas famílias Calamitaceae, Archaeocalamitaceae e Phyllothecaceae. 